# Pseudopungtungia nigra
Pseudopungtungia nigra är en fiskart som beskrevs av Mori, 1935. Pseudopungtungia nigra ingår i släktet Pseudopungtungia och familjen karpfiskar. Inga underarter finns listade i Catalogue of Life.